# Scenki z życia
Scenki z życia (ang. Life in Pieces) – amerykański serial telewizyjny (sitcom)  wyprodukowany przez Kapital Entertainment oraz 20th Century Fox Television. Twórcą serialu jest Justin Adler. Premierowy odcinek serialu został wyemitowany 21 września 2015 roku przez CBS.
11 maja 2019 roku, stacja CBS ogłosiła zakończenie produkcji serialu po czterech sezonach.
W Polsce serial od 8 marca 2016 roku emituje Fox Comedy.

## Fabuła
Serial opowiada historię rodziny z perspektywy każdego jej członka.

## Obsada

### Główna
- Dianne Wiest jako Joan Short[4]
- James Brolin jako John Short[5]
- Zoe Lister Jones jako Jen[4]
- Colin Hanks jako Greg Short[6]
- Angelique Cabral jako Colleen[7]
- Thomas Sadoski jako Matt[7]
- Betsy Brandt jako Heather[8]
- Dan Bakkedahl jako Tim[9]
- Niall Cunningham jako Tyler Morgan
- Holly J. Barrett jako Samantha
- Giselle Eisenberg jako Sophia

### Gościnne występy
- Jordan Peele jako Chad[10]
- Alex Borstein jako Lynette[11]
- Greg Grunberg jako Mikey, bratanek Joan[12]

## Odcinki
| Sezon | Sezon | Odcinki    | Oryginalna emisja CBS | Oryginalna emisja CBS | Pierwsza emisja w Polsce Fox Comedy | Pierwsza emisja w Polsce Fox Comedy | Pierwsza emisja w Polsce Fox Comedy |
| Sezon | Sezon | Odcinki    | Premiera sezonu       | Finał sezonu          | Premiera sezonu                     | Finał sezonu                        |                                     |
| ----- | ----- | ---------- | --------------------- | --------------------- | ----------------------------------- | ----------------------------------- | ----------------------------------- |
|       | 1.    | 1–22 (22)  | 21 września 2015      | 31 marca 2016         | 8 marca 2016                        | 17 maja 2016                        |                                     |
|       | 2.    | 23–46 (24) | 27 października 2016  | 11 maja 2017          | 21 grudnia 2016                     | 30 lipca 2017                       |                                     |
|       | 3.    | 47–68 (22) | 2 listopada 2017      | 17 maja 2018          | 4 marca 2018                        | 20 maja 2018                        |                                     |
|       | 4.    | 69–81 (13) | 18 kwietnia 2019      | 11 lipca 2019         | 6 lipca 2019                        | 17 sierpnia 2019                    |                                     |

## Produkcja
23 stycznia 2015 roku, stacja CBS zamówiła pilotowy odcinekLife In Pieces.

9 maja 2015 roku, stacja CBS oficjalnie zamówiła pierwszy sezon serialu na sezon telewizyjny 2015/2016

27 października 2015 roku stacja CBS zamówiła pełny sezon

11 maja 2016 roku, stacja CBS zamówiła drugi sezon.

23 marca 2017 roku, stacja CBS zamówiła oficjalnie 3 sezon serialu.

13 maja 2018 roku, stacja CBS zamówiła oficjalnie 4 sezon serialu.